# Arash Ashtiani
Pour les articles homonymes, voir Ashtiani.
Arash Ashtiani, né en 1983, est un réalisateur et acteur iranien.

## Biographie
Arash Ashtiani reçoit sa formation à la London Film School. Son film de fin d'études, le court métrage Only Sound Remain, est nommé en 2012 aux British Academy Film Awards dans la catégorie meilleur court métrage,.
Arash Ashtiani réalise le court métrage Tunnel (2021) qui raconte l'histoire de trois réfugiés qui courent pour leur vie à travers l'Eurotunnel reliant la France au Royaume-Uni.
Il joue le journaliste Sharifi dans le long métrage danois Les Nuits de Mashhad (2022), rôle pour lequel il reçoit l'année suivante le Robert du meilleur acteur dans un second rôle,,.

## Filmographie partielle

### Acteur
- 2018 : Red Dress. No Straps (court métrage)
- 2022 : Les Nuits de Mashhad : Sharifi
- 2024 : Lire Lolita à Téhéran de Eran Riklis : le gardien

### Réalisation / scénario / montage
- 2009 : Fridays (court métrage ; réalisation et scénario)
- 2010 : Only Sound Remains (court métrage ; réalisation)
- 2011 : 37 Rooz (réalisation)
- 2012 : Az Tehran ta Ghahere (uniquement montage)
- 2014 : Bonfire Night (court métrage ; réalisation et scénario)
- 2014 : Enghelab-e 57 (mini-série télévisée, 5 épisodes ; uniquement scénariste)
- 2015 : Kapp to Cape (série télévisée, 4 épisodes ; réalisation)
- 2018 : The Element (court métrage ; uniquement montage)
- 2021 : The Tunnel (court métrage ; réalisation et scénario)

## Récompenses et distinctions
- 2023 : Robert du meilleur acteur dans un second rôle